# Góry Bazumskie
Góry Bazumskie (orm. Բազումի լեռնաշղթա, Bazumi lernaszychta) – pasmo górskie w północnej Armenii. Rozciąga się na długości ok. 70 km. Najwyższym szczytem w jego zachodniej części jest Urasar, który osiąga 2992 m n.p.m., natomiast Chalab jest najwyższym szczyt części wschodniej i wznosi się na wysokość 3016 m n.p.m. Pasmo zbudowane jest głównie ze skał osadowych i wulkanicznych z intruzjami granitów. Zbocza pokryte są stepami i łąkami. W wyższych partiach występują łąki subalpejskie i alpejskie.    
Niektóre źródła (m.in. Wielka Encyklopedia Radziecka) zaliczają Góry Bazumskie do Małego Kaukazu.